# Sci di fondo agli VIII Giochi asiatici invernali - Staffetta maschile
La gara della staffetta maschile si è svolta il 24 febbraio 2017 al Shirahatayama Open Stadium di Sapporo in Giappone.

## Risultati
| Rank | Team                 | Tempo     |
| ---- | -------------------- | --------- |
| 1    | Giappone             | 1:27:30.3 |
|      | Nobuhito Kashiwabara | 23:54.4   |
|      | Kohei Shimizu        | 21:27.1   |
|      | Naoto Baba           | 21:18.1   |
|      | Akira Lenting        | 20:50.7   |
| 2    | Kazakistan           | 1:27:49.4 |
|      | Sergey Cherepanov    | 23:42.1   |
|      | Yerdos Akhmadiyev    | 21:45.0   |
|      | Nikolay Chebotko     | 21:13.1   |
|      | Rinat Mukhin         | 21:09.2   |
| 3    | Corea del Sud        | 1:30:12.2 |
|      | Hwang Jun-ho         | 23:53.6   |
|      | Park Seong-beom      | 21:53.9   |
|      | Kim Min-woo          | 22:47.8   |
|      | Magnus Kim           | 21:36.9   |
| 4    | Cina                 | 1:33:50.4 |
|      | Sun Qinghai          | 23:56.2   |
|      | Shang Jincai         | 21:37.3   |
|      | Zhu Mingliang        | 23:18.7   |
|      | Wang Qiang           | 24:58.2   |